# Верх-Сига
Верх-Си́га (рос. Верх-Сыга) — присілок в Кезькому районі Удмуртії, Росія.
Населення — 99 осіб (2010; 114 в 2002).
Національний склад станом на 2002 рік:
- удмурти — 91 %

Урбаноніми:
- вулиці — Ключова, Центральна